# Noémie Elbaz
Pour les articles homonymes, voir Elbaz et Kapler.
Noémie Elbaz, également connue sous le nom Noémie Elbaz-Kapler, née le 13 décembre 1976 à  Paris 14e, est une actrice française.

## Biographie

### Formation et débuts
Le père de Noémie Elbaz est ingénieur et sa mère est juriste.
Tout juste sortie de l'École Périmony, elle est engagée par Marion Bierry. Elle commence sa carrière à l'âge de 19 ans au Théâtre de Poche dans L'Écornifleur de Jules Renard.
Elle investit au même moment les plateaux de télévision en participant à de nombreux téléfilms puis rejoint l'équipe de la série télévisée Caméra Café, dans lequel elle interprètera durant 4 ans le rôle de Julie Hassan, alias « Juju ».

### Carrière
Parallèlement au cinéma, Noémie Elbaz travaille sous la direction d'Hans-Peter Cloos, Stephane Belaïch, Xavier Desplas, Jean-Hugues Giorgi ou encore Jean-Paul Civeyrac dans Le Doux Amour des hommes, en sélection officielle au festival de Berlin cette année-là. En 2004, elle est aux côtés de Bruno Solo et Yvan le Bolloc'h dans l'adaptation de Caméra Café au cinéma, Espace Détente, et rejoint l'année suivante l'équipe de Camping de Fabien Onteniente. Elle continue ensuite à tourner divers téléfilms avant d'être choisie en 2007 pour incarner le lieutenant Émilie Jeanson dans la série policière Femmes de loi sur TF1. 
C'est au même moment qu'elle rencontre Thierry Harcourt qui lui propose le rôle d'Elaine Harper dans Arsenic et vieilles dentelles de Joseph Kesselring aux côtés de Davy Sardou et Micheline Dax, pièce qui marque son retour au théâtre. Elle ne quittera plus les planches puisqu'elle travaille ensuite sous la direction de Jean-Luc Moreau dans Les Belles-sœurs d'Éric Assous au théâtre Saint-Georges avant de retrouver Thierry Harcourt à l'occasion des 60 ans du Festival d'Anjou où il la dirige dans On ne badine pas avec l'amour. En 2010, lorsqu'il monte Léocadia de Jean Anouilh, elle est Amanda aux côtés de Geneviève Casile et Davy Sardou au Théâtre 14. C'est ensuite sous la direction de Didier Long qu'elle travaille en reprenant à la suite de Barbara Schultz le rôle de Sabina Spielrein dans Parole et guérison de Christopher Hampton aux côtés de Samuel Le Bihan. 
Elle continue parallèlement de tourner pour la télévision : elle participe notamment à la série Mes amis, mes amours, mes emmerdes... et la même année incarne Simone Brassens dans le biopic sur Georges Brassens, Brassens, la mauvaise réputation, pour France 2.
C'est sa rencontre avec le metteur en scène Ladislas Chollat qui l'amènera à rejoindre en 2013 l'équipe de Le Père de Florian Zeller au Théâtre Hebertot. Elle y a pour partenaires Robert Hirsch et Isabelle Gélinas. Le spectacle remporte 4 Molières en 2014 dont celui du meilleur spectacle du Théâtre privé.
Puis elle retrouve Thierry Harcourt à l'occasion du festival de Mises en Capsules au Ciné 13 où il propose une version re-visitée des Trois Sœurs d'Anton Tchekhov ; ce sera 3 Sœurs + 1, où elle incarne à la fois Macha et Natacha. C'est sous la direction de Nicolas Briançon qu'elle travaille par la suite : elle est Garbo, l'agent double de l'opération Fortitude dans la pièce Mensonges d'États de Xavier Daugreilh.
Elle collabore par la suite avec Raphaële Moussafir et signe sa première mise en scène dans le cadre du Festival des Mises en Capsules au Ciné 13, Comme elles inspirent.
En 2017, elle est à l'affiche d'Hôtel des deux mondes d'Eric-Emmanuel Schmitt, mis en scène par Anne Bourgeois au Théâtre Rive Gauche.

## Vie privée

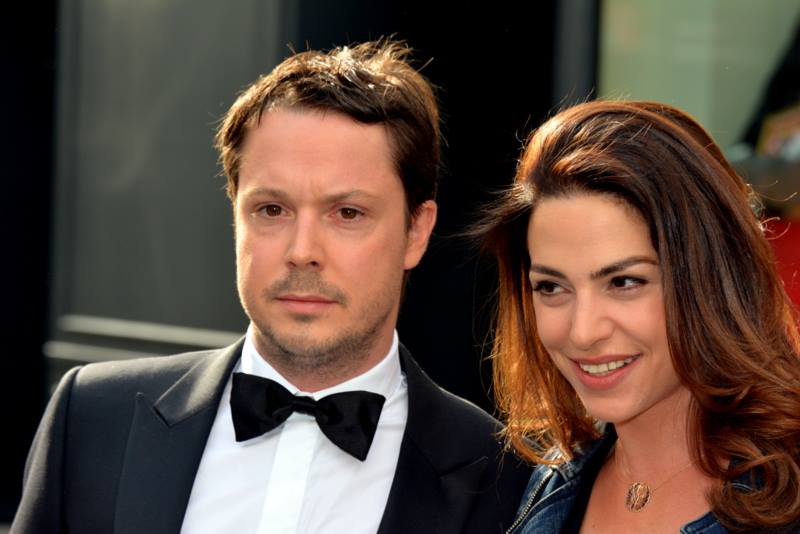
Davy Sardou et Noémie Elbaz en 2014.

En 2011, Noémie Elbaz épouse le comédien Davy Sardou avec qui elle a eu une fille, Lucie, née le 14 juin 2013 . Le couple se sépare en 2018.

## Filmographie

### Cinéma
- 2000 : Le Doux Amour des hommes de Jean-Paul Civeyrac : Solange
- 2003 : La Beuze de François Desagnat : l'étudiante du campus
- 2005 : Espace Détente de Bruno Solo et Yvan Le Bolloc'h : Juju
- 2006 : Camping de Fabien Onteniente : Jessica, la fille de l'accueil du camping

### Télévision
- 2001-2004 : Caméra café : Julie Hassan (Juju)
- 2005 : Sœur Thérèse.com (1 épisode - Marché conclu)
- 2005 : Léa Parker (1 épisode)
- 2006 : Section de recherches  (1 épisode)
- 2008-2009 : Femmes de loi (12 épisodes) : le lieutenant Émilie Jeanson
- 2011 : Brassens, la mauvaise réputation de Gérard Marx
- 2011 : Camping Paradis (saison 3, épisode 3) : Élise
- 2011 : Mes amis, mes amours, mes emmerdes (1 épisode) : Camille
- 2016 : Camping Paradis : (saison 7, épisode 6) : Clémence
- 2020 : Léo Matteï, Brigade des mineurs
- 2020 : Commissaire Magellan, épisode Le Bonheur des autres
- 2023 : Caméra Café, 20 ans déjà (téléfilm) de Bruno Solo et Yvan Le Bolloc'h : Juju
- 2024 : Demain nous appartient : Agnès Prado

### Doublage
Film
- 2013 : Battle of the Year : ? ( ? )

Série télévisée
- 2023 : Berlin : ? ( ? )

## Théâtre
- 1997 : L'Écornifleur de Jules Renard, mise en scène Marion Bierry, Théâtre de Poche Montparnasse et Tournée
- 2006-2007 : Arsenic et vieilles dentelles de Joseph Kesselring, mise en scène Thierry Harcourt, tournée
- 2008 : Les Belles-Sœurs d'Éric Assous, mise en scène Jean-Luc Moreau, Théâtre St Georges
- 2009 : Bon Anniversaire, mise en scène Thierry Harcourt, pour les 60 ans du Festival d'Anjou
- 2010 : Léocadia de Jean Anouilh, mise en scène Thierry Harcourt, Théâtre 14 Jean-Marie Serreau
- 2011 : Parole et Guérison de Christopher Hampton, mise en scène Didier Long, Tournée
- 2013 : Le Père de Florian Zeller, mise en scène Ladislas Chollat, Théâtre Hébertot
- 2014 : Mensonges d'Etat de Xavier Daugreilh, mise en scène Nicolas Briançon, Tournée
- 2017 : Hôtel des deux mondes, de Eric-Emmanuel Schmitt, mise en scène Anne Bourgeois, Théâtre Rive Gauche
- 2017 : Le Temps qui reste de Philippe Lellouche, mise en scène Nicolas Briançon, Théâtre de la Madeleine
- 2018 : Un fil à la patte de Georges Feydeau, mise en scène Christophe Lidon,   théâtre Montparnasse
- 2022 : Un fil à la patte de Georges Feydeau, mise en scène Christophe Lidon,   théâtre Hébertot